# Wilis
Le Wilis ou Liman est dans l'île de Java en Indonésie, un massif volcanique solitaire entouré de plaines de faible altitude. On ne lui connaît pas d'éruption historique.